# Аменсалізм

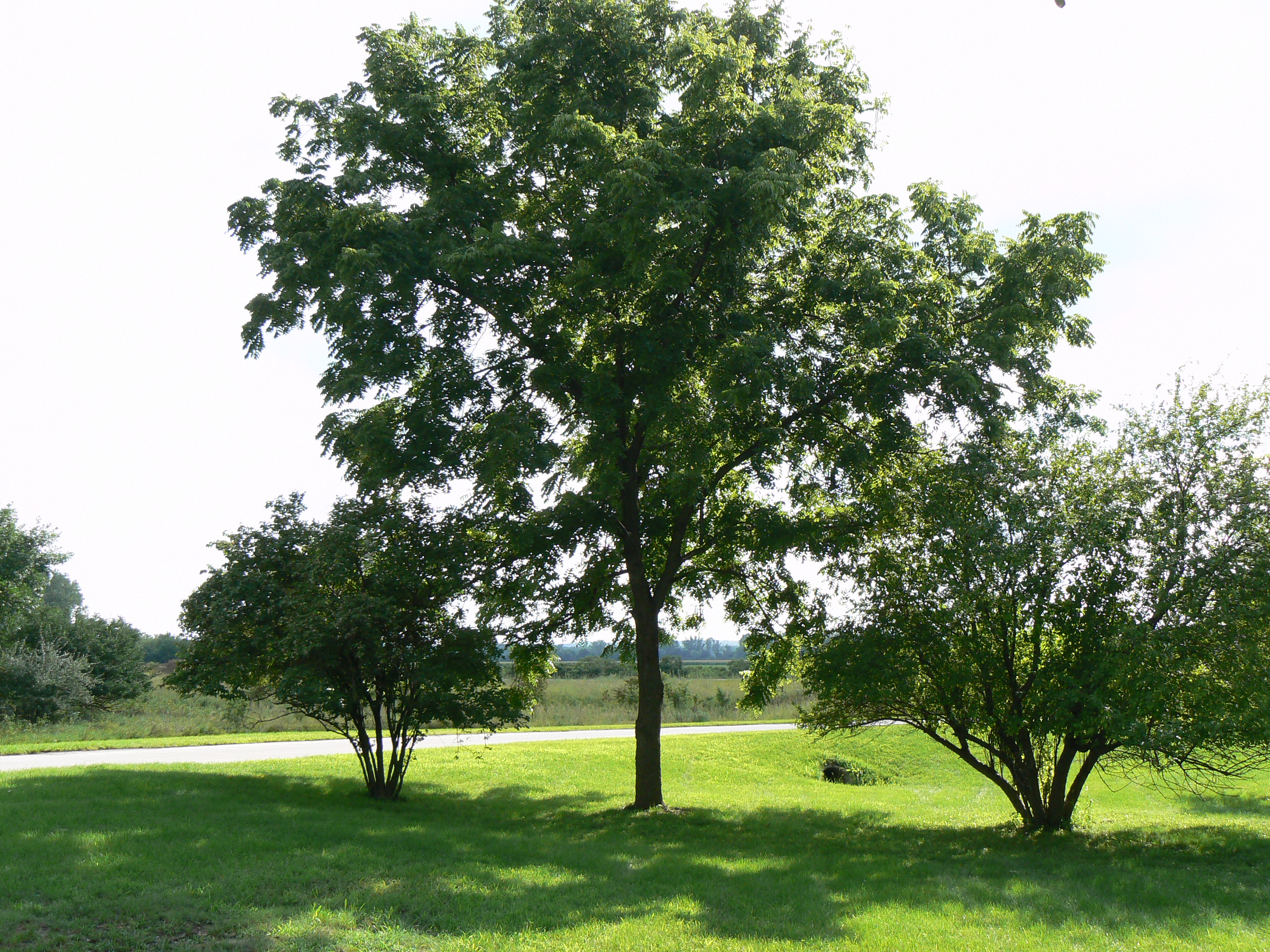
Горіх чорний виділяє через корені хімічні речовини, які пригнічують ріст інших рослин, приклад аменсалізму.

Аменсалі́зм (від лат. mensa — «трапеза») — форма біотичних взаємовідносин між організмами, за якої один вид пригнічує життєдіяльність іншого, але при цьому не відчуває негативного або позитивного впливу у відповідь. Організм, що зазнає пригнічення росту та розвитку, називають аменсалом; панівний організм − інгібітором. Така взаємодія регулює чисельність організмів, впливає на розподіл і взаємний підбір видів.

## Математичний опис
Динаміку двовидової системи з аменсалізмом можна описати системою рівнянь
{\displaystyle dx1/dt=r1x1(1-x1/1)}
{\displaystyle dx2/dt=r2x2(1-x2/K2-a21x1)}
Тут K2 — ємність середовища для другого виду за відсутності першого, коефіцієнт α21 показує, на скільки зменшиться дана ємність, якщо збільшити щільність першого виду на одиницю. Якщо K2/K1>α21, існуватиме єдиний стійкий стаціонарний стан(x1*,x2*)=(K1,K2 — α21K1), за якого співіснують обидва види і до якого сходяться розв'язки з будь-якого початкового стану(x10, x20)>0. При K2/K1<α21 система матиме єдиний стійкий стаціонарний стан (x1*, x2*)=(K1, 0), за якого чисельність другого виду рівня нулю.
Отже, якщо коефіцієнт інгібування α21 відносно малий, то два види можуть ще існувати, хоча чисельність аменсала зменшується. Якщо ж коефіцієнт α21 достатньо великий, то спостерігається повне витіснення аменсала.

## Приклади
Наприклад, деякі плісняві гриби виділяють антибіотики, що пригнічують ріст бактерій; при цьому бактерії не впливають на гриби.
Аменсалізм поширений у взаємовідносинах різних видів рослин. Інгібуючим фактором виступає або створення негативного середовища (однобічне, рідше, взаємне), або виділення інгібітором у довкілля певних прижиттєвих виділень, які негативно впливають на рослину-аменсала (алелопатія).
Прикладом однобічного створення негативного середовища може служити вплив дерев-домінантів на види мохового та трав'яного ярусів. Під пологом дерев зменшується освітленість, підвищується вологість повітря. При розкладанні опаду дерев ґрунти збіднюються, оскільки при цьому утворюються кислоти, що сприяють вимиванню елементів мінерального живлення в глибину ґрунтового шару. Цей процес особливо активний у ялиновому лісі, оскільки ялина є сильним утворювачем негативного середовища. Витривалі види, які беруть участь у надґрунтовому покриві, компенсують згубність цього впливу та забезпечують екологічну рівновагу у такому лісі. При цьому дерева (інгібітори) не вступають у конкурентні відносини з видами надґрунтового покриву (аменсалами), оскільки конкуренція включає змагання між видами при використанні певного ресурсу середовища. У тропічних океанах поширене явище, яке називають «червоним припливом». Динофітові водорості накопичують у собі сакситоксин, який пригнічує конкурентів і захищає від хижаків. Коли цих водоростей стає багато, вода набуває червонуватого відтінку і стає небезпечною для більшості живих організмів, включаючи риб і донну фауну. Ще одним прикладом є гриб пеніцил, який виділяє антибіотик, що пригнічує розвиток бактерій.
Приклад взаємного створення негативного середовища — взаємовідносини сфагнових мохів та судинних рослин на болоті. Між сфагновими мохами, які необмежено ростуть вгору, та судинними рослинами − вересовими (багном, торф'яницею чашечковою, андромедою, журавлиною), сосною та деякими осоками − складаються відносини взаємного аменсалізму без конкуренції. Сфагнові мохи досить швидко ростуть, підвищують рівень болота та поступово ховають у своїй товщі багаторічні живі органи квіткових рослин, таким чином виступаючи інгібіторами. Це призводить до пригнічення квіткових рослин, які вимушені переміщувати свої кореневища та корені як вгору, так і до ділянок болота, де поверхня наростає не настільки швидко. У свою чергу квіткові рослини затінюють мохи опалим листям, що призводить до уповільнення їхнього росту. Таким чином, між сфагновими мохами та квітковими рослинами встановлюється рівновага «взаємного пригнічення» без виникнення конкурентних взаємовідносин.